# Villanueva de San Mancio
Villanueva de San Mancio est une commune de la province de Valladolid dans la communauté autonome de Castille-et-León en Espagne.

## Sites et patrimoine
Les édifices et sites notables de la commune sont :
- Église Sainte-Marie (iglesia Santa Maria) ;
- Chapelle del Humilladero.

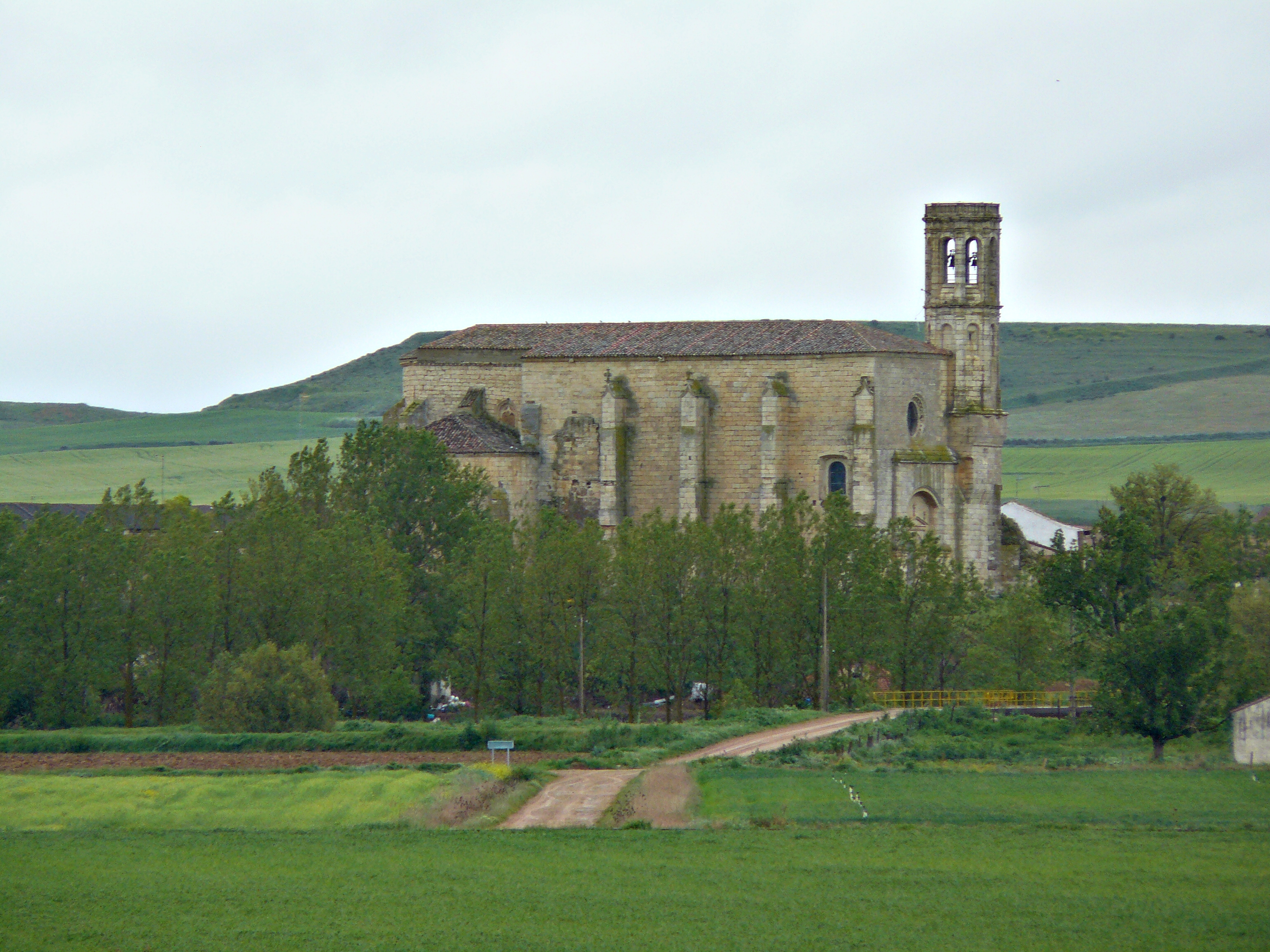
Église Sainte-Marie.
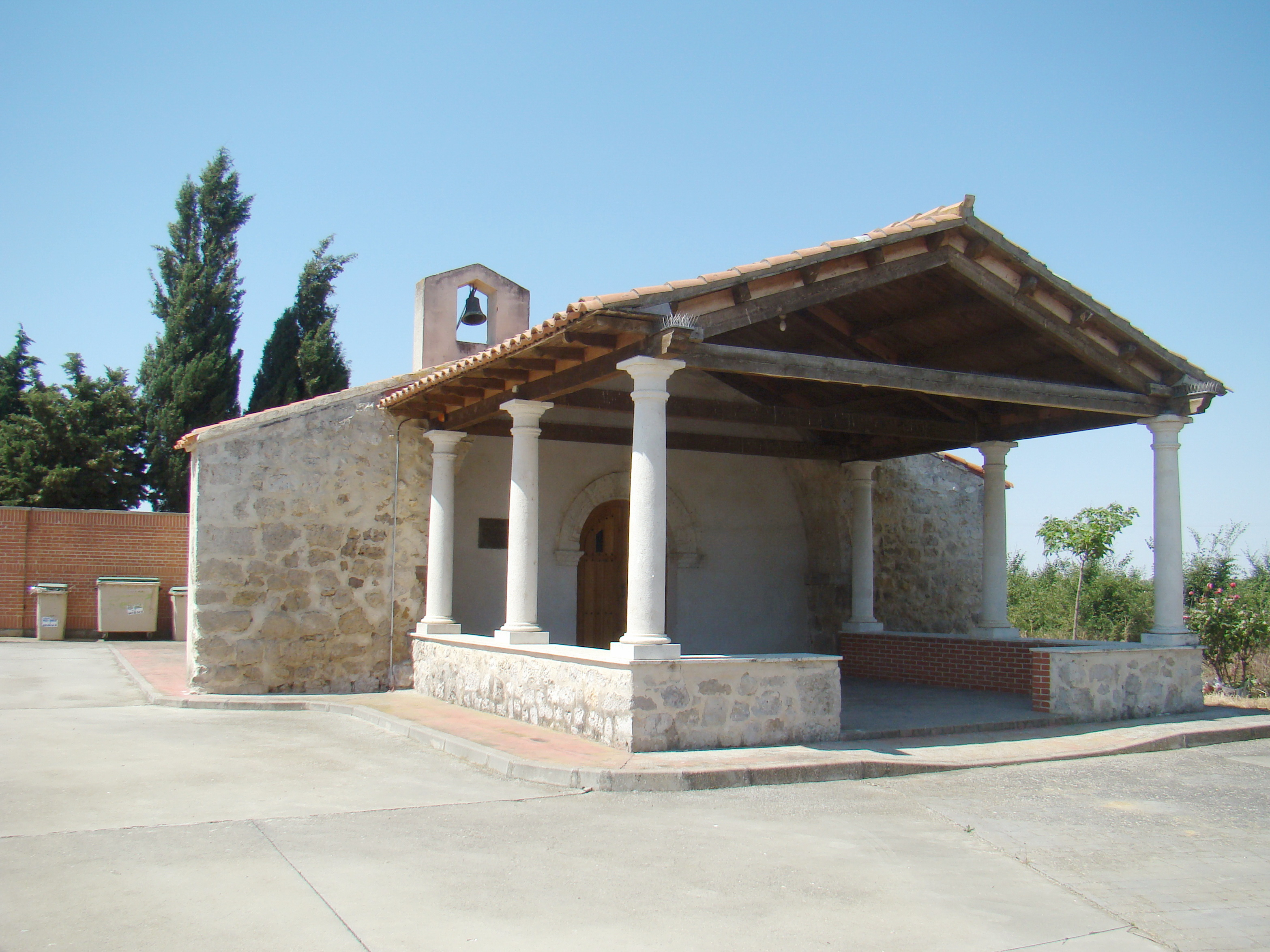
Chapelle del Humilladero.